# Tarde negra
Tarde negra fue un programa de radio argentino emitido en Rock & Pop.
Durante años fue uno de los ciclos con más audiencia de la estación.
En sus primeras doce temporadas se emitió de lunes a viernes, de 17 a 19 horas (HOA). Y durante su último año estuvo al aire de lunes a viernes, de 13 a 16 horas (HOA).

## Equipo
- Conductora: Elizabeth "La Negra" Vernaci
- Coconductor: Humberto Tortonese
- Humoristas: Fernando Peña - Douglas Vinci (Carlos Massoch) - Claudia Fontán - Humberto Tortonese - Carlos Barragán - Tuqui - Coco Sily - Natalia Carulias - Lola Berthet
- Comentarista de psicología: Gabriel Rolón
- Comentarista de política: Luciano Galende
- Comentarista de arte: Nushi Muntaabski
- Comentarista de economía: David Cayón
- Comentarista de deporte: Gonzalo Bonadeo
- Productores: Sergio "Salasa" Salazar - Katy Speranza - Sabrina Pozo - Marcos Mena
- Guionistas: Carlos Barragán - Ingrid Beck
- Musicalizador: Ricky Achaval
- Operador: Sebastián Merani

## Premios y reconocimientos
- Clarín 2002: Mujer de Radio - Elizabeth Vernaci - Tarde negra en Rock & Pop
- Martín Fierro 2003: Labor conducción femenina - Elizabeth Vernaci - Tarde negra en Rock & Pop
- Clarín 2003: Mujer de Radio - Elizabeth Vernaci - Tarde negra en Rock & Pop
- Clarín 2004: Mujer de Radio - Elizabeth Vernaci - Tarde negra en Rock & Pop
- Martín Fierro 2004: Labor conducción femenina - Elizabeth Vernaci - Tarde negra en Rock & Pop
- Clarín 2005: Mujer de Radio - Elizabeth Vernaci - Tarde negra en Rock & Pop
- Clarín 2006: Mujer de Radio - Elizabeth Vernaci - Tarde negra en Rock & Pop
- Martín Fierro 2006: Labor conducción femenina - Elizabeth Vernaci - Tarde negra en Rock & Pop
- Martín Fierro 2006: Labor humorística - Humberto Tortonese - Tarde negra en Rock & Pop
- Martín Fierro 2008: Labor conducción femenina - Elizabeth Vernaci - Tarde negra en Rock & Pop
- Martín Fierro 2008: Labor humorística - Humberto Tortonese - Tarde negra en Rock & Pop
- Clarín 2009: Mujer de Radio - Elizabeth Vernaci - Tarde negra en Rock & Pop
- Éter 2009: Conducción femenina - Elizabeth Vernaci - Tarde negra en Rock & Pop
- Éter 2010: Conducción femenina - Elizabeth Vernaci - Tarde negra en Rock & Pop
- Martín Fierro 2011: Labor conducción femenina - Elizabeth Vernaci - Tarde negra en Rock & Pop

## Cancelación
Tarde negra salió del aire debido a que, tras el final de ¿Cuál es? con Mario Pergolini, la emisora le ofreció a Elizabeth "La Negra" Vernaci ocupar con su equipo el horario de la segunda mañana. Esto desembocó en el nacimiento de Negrópolis en Rock & Pop.